# Chemins de fer à voie étroite de Rügen

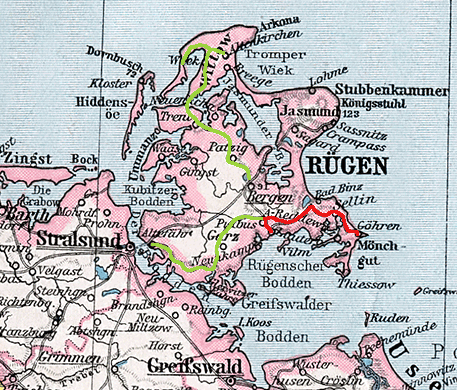
Réseau des chemins de fer sur Rügen. Rouge: Ligne à voie étroite en service. Vert: Lignes à voie étroite démantelées.

Les Chemins de fer à voie étroite de Rügen (RüKB) est une ancienne compagnie ferroviaire qui exploitait plusieurs lignes de chemin de fer à voie étroite sur l'île de Rügen. Le nom est également utilisé de manière informelle pour les lignes elles-mêmes. L'écartement des rails est 750 mm.

## Histoire
La première ligne est ouverte en 1895 entre Putbus et Binz, suivi en 1896 par les lignes entre Binz et Sellin, entre Putbus et Altefähr et entre Bergen en Rügen et Altenkirchen. En 1899, le tronçon entre Sellin et Göhren est mis en service, et en 1918 l'antenne entre Buhrkow et Bug (aujourd'hui partie de Dranske).
Il n'y avait pas de liaison à voie étroite entre les deux parties du réseau. Une particularité était le service de ferry entre Wittower Fähre et Fährhof qui était effectué par les bateaux Wittow et Jasper von Maltzahn (renommé par la suite en Bergen),
Les lignes étaient très sinueuses afin d'offrir une connexion directe au plus grand nombre d'actionnaires possible. L'actionnaire principal était le prince de Putbus à qui était réservée sa voiture salon propre. Des embranchements particuliers ont été construits pour les carrières de craie près de Garz (en service 1907 - 1945 et 1952 - 1959) et pour le port de Wiek qui était construit pour le transbordement de la craie provenant de la région de Arkona, mais qui n'a jamais ouvert car les carrières n'ont jamais été mises en exploitation.
En 1936, le tronçon entre Starrvitz-Gramtitz et Bug est fermé. La section entre Buhrkow et Starrvitz-Gramtitz suit en 1955. Depuis 1949, les lignes sont exploitées par la Deutsche Reichsbahn. En 1967 la ligne entre Altefähr et Putbus est fermée, et le trafic des marchandises est arrêté entre Putbus et Göhren. La desserte du tronçon Fährhof - Altenkirchen est terminée en 1968, entre Bergen et Wittower Fähre en 1970. Seul le trafic des passagers sur la ligne Putbus - Göhren continue jusqu'au présent. Les trains sont connus sous le surnom Rasender Roland (Roland furieux).
Les deux bateaux-ferry sont gérés par la Deutsche Reichsbahn jusqu'à 1975 quand ils sont remis à la Weiße Flotte (de). Ils ne sont utilisés que pour le trafic routier depuis la fermeture de la voie ferrée. Dans les années 1990, ils ont été remplacés par de nouvelles constructions.
En 1976, la ligne Putbus - Göhren est déclarée comme "monument de l'histoire de la production et du trafic" par le conseil du district de Rostock.
En 1994 la ligne devient part du réseau de Deutsche Bahn, et de 1996 à 2007 elle est exploitée par la nouvelle compagnie Rügensche Kleinbahn GmbH & Co. qui change de propriétaire plusieurs fois. En 1999, un troisième rail est installé sur la ligne à voie normale entre Putbus et Lauterbach qui permet la passage des trains sur voie étroite jusqu'au débarcadère de Lauterbach. Depuis 2008, la  Eisenbahn-Bau- und Betriebsgesellschaft Pressnitztalbahn mbH (PRESS) exploite la ligne qui est depuis connue comme «Rügensche Bäderbahn».

## Réseau
Le réseau des RüKB consiste historiquement de deux lignes principales qui ne sont pas connectées à voie étroite. La ligne sud, dans une direction générale ouest-est, s'étend entre Altefähr et Göhren et passe entre autres les communes de Garz, Putbus, Binz et Sellin. La nouvelle voie à trois rails entre Putbus et Lauterbach peut être considérée comme embranchement de cette ligne. La ligne nord, d'une direction générale sud-nord, s'étend entre Bergen et Altenkirchen. Elle dessert entre autres les communes de Neuendorf, Trent, Wittow et Wiek. Un embranchement de la dernière ligne mène vers l'ouest à Bug, une presqu'île qui appartient à la commune de Dranske. Le point le plus haute du réseau où la ligne atteint une élévation de 50 m se trouve à la halte Jagdschloss entre Binz et Garftitz.

## Matériel roulant
Les premières six locomotives qui sont déjà utilisées pendant la construction des lignes étaient du type 020T (série n) et sont radiées entre 1928 et 1948. Même si trois autres locomotives de type similaire (série m) , mais plus puissantes, sont acquises jusqu'à 1912, et deux locomotives du type 030T d'occasion en 1928 (série o), des engins encore plus puissantes étaient nécessaires, et entre 1902 et 1911 cinq Mallets 0220T (série nn) sont mises en service, suivies par trois 040T (série M) entre 1913 et 1925. En plus, une locomotive du type Hagans (de) de provenance haute-silésienne et une 031T de la ligne entre Nauen et Rathenow rejoignent le parc des RüKB avant 1949.

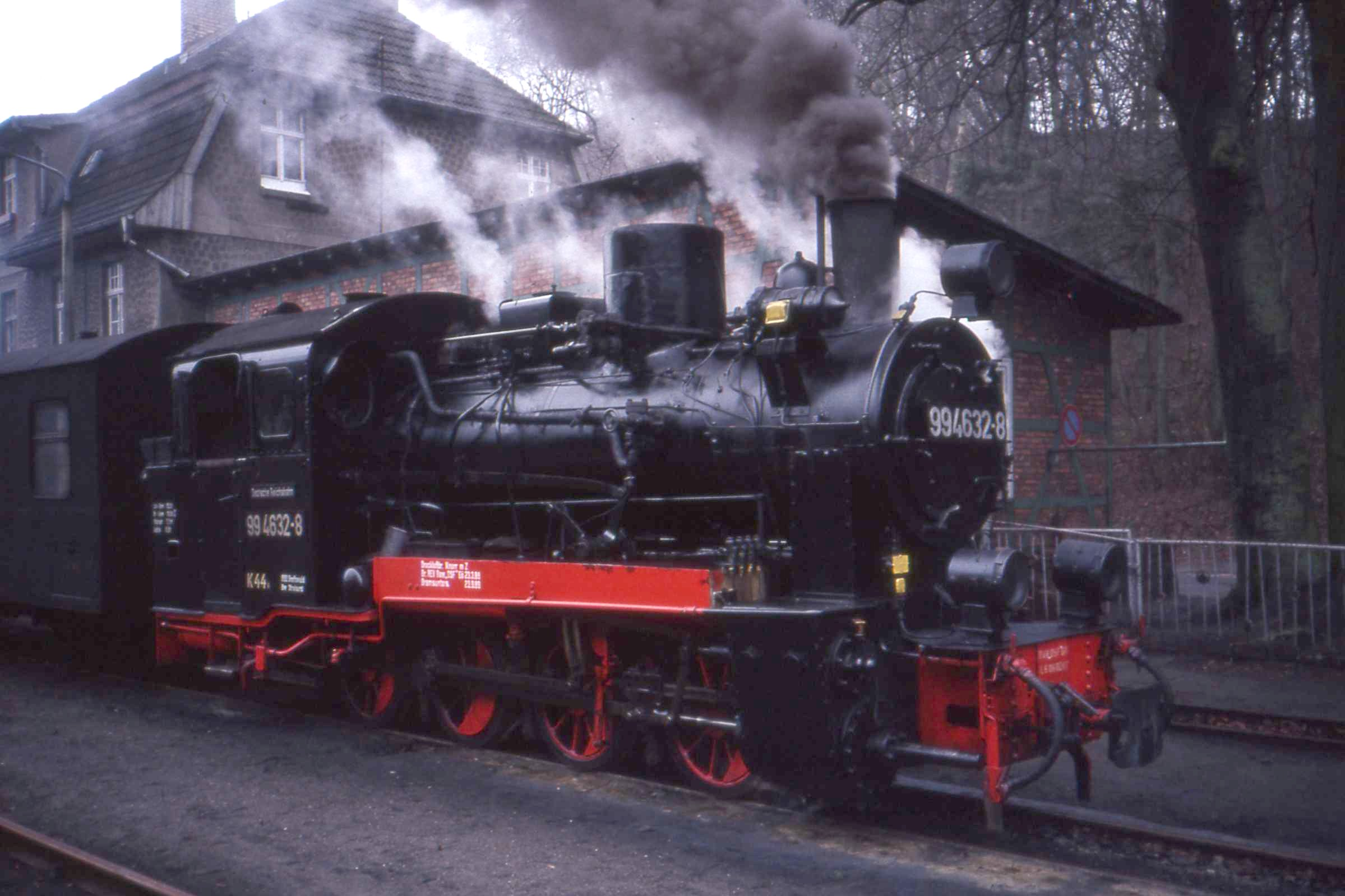
Locomotive de l'ancienne classe M à Göhren
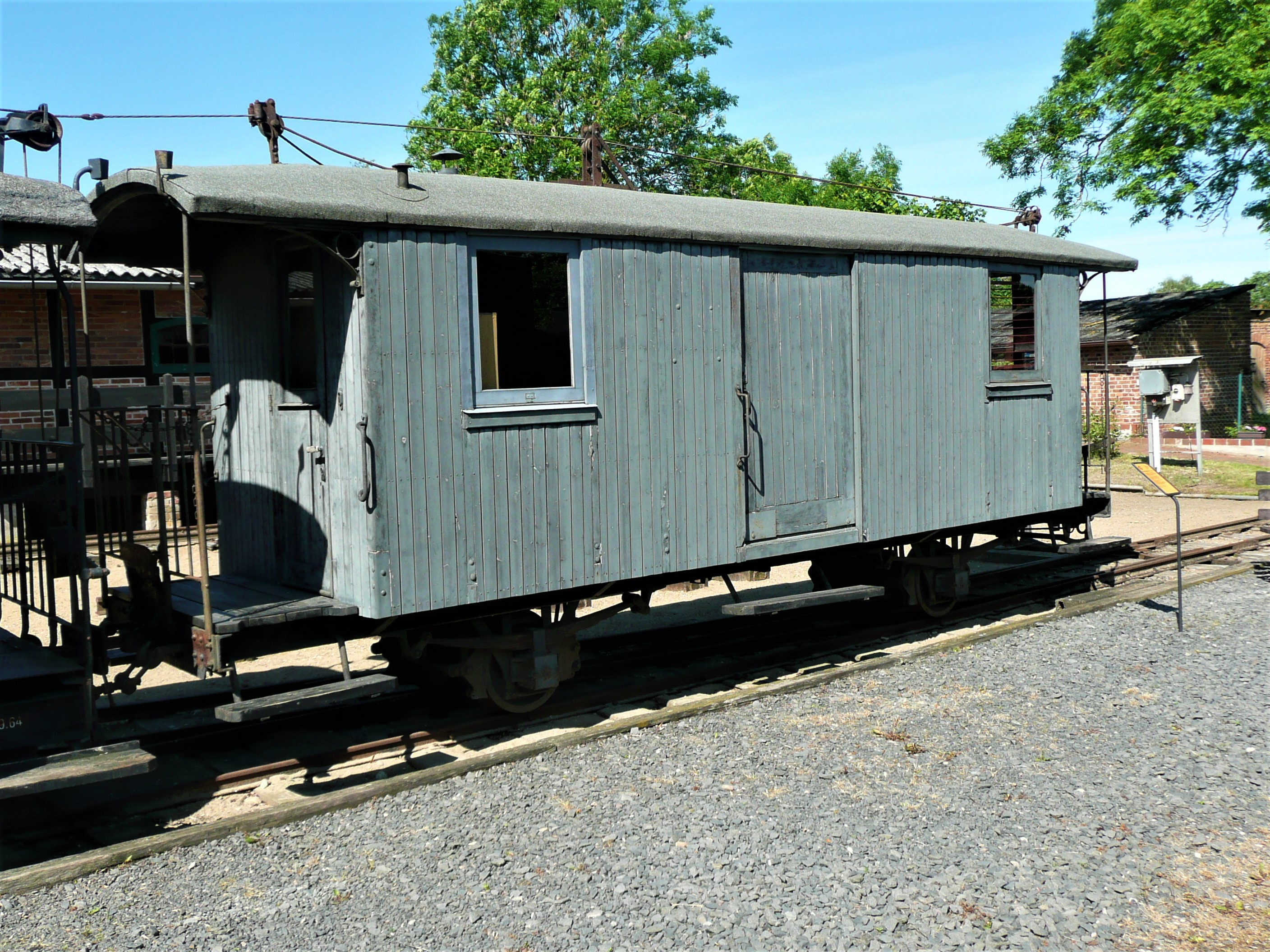
Fourgon des RüKB au musée de Gramzow
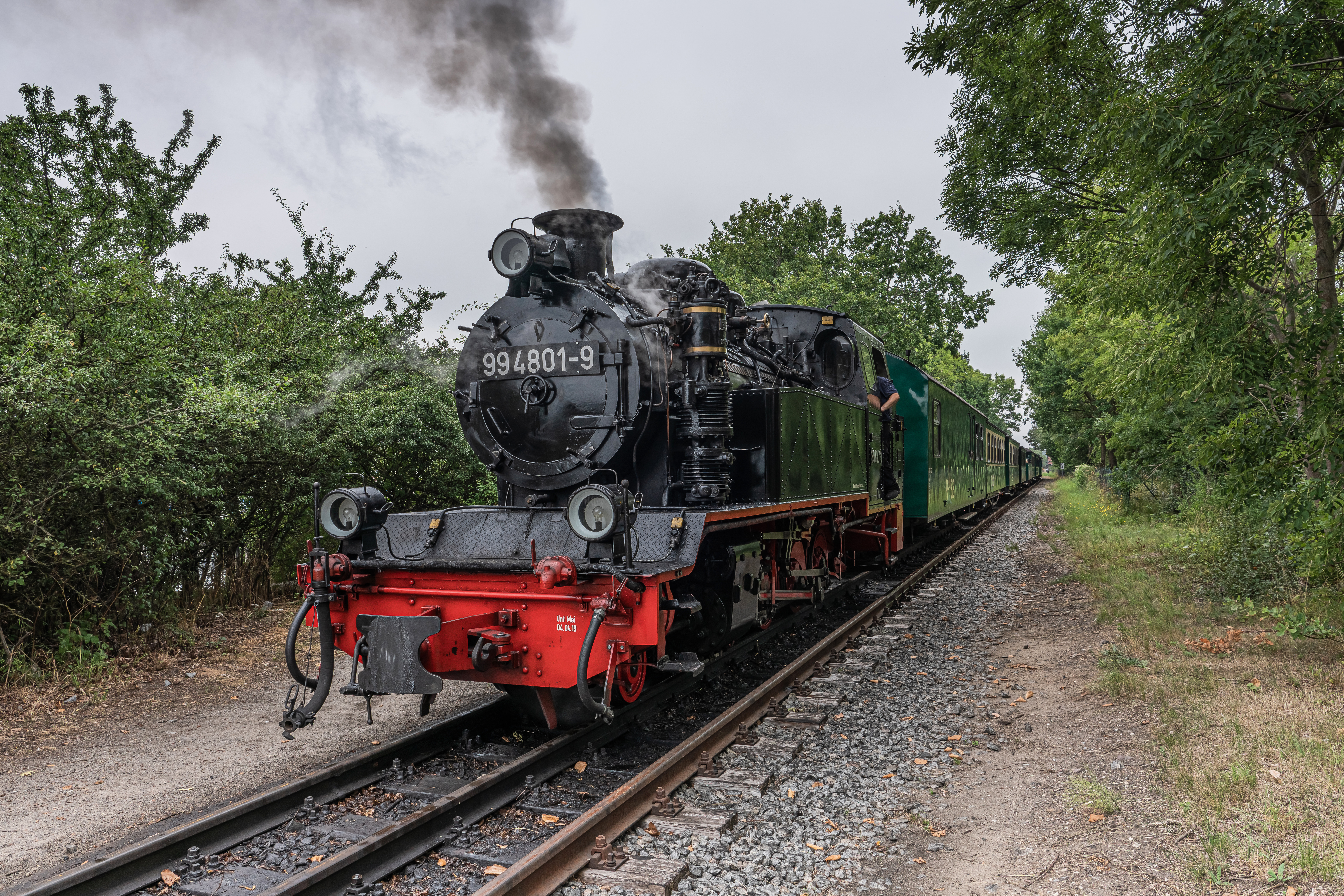
Train historique de la compagnie ferroviaire Rügensche Kleinbahn sur la ligne Putbus en gare de Lauterbach, tracté par une locomotive DRG Class 99 (Baureihe 99 (de)). Aout 2022.

Pendant les années 1950 et 1960, Deutsche Reichsbahn déplace en total 15 locomotives de l'ancienne classe IV K des chemins de fer de Saxe sur Rügen, dont plusieurs sont ici retirées du service. D'autres retournent au sud de la RDA. En plus, des locomotives de provenance variée, des types 030T, 040T et 140T sont transférées des autres lignes qui sont fermées pendant les années 1960.
Depuis les années 1980, des locomotives 151T de la série 99.77-79, construites dans les années 1950, sont utilisées sur la ligne Putbus - Göhren. Dans les années 2010, Rügensche Bäderbahn utilise huit locomotives à vapeur, dont deux 040T de l'ancienne série M (99.46) , deux 140T 99.48, trois 151T 99.77-79 et une 040T (99 4011) du chemin de fer minier de Mansfeld. En plus, une locomotive diesel 030 de la type HF 130 C des anciens chemins de fer militaires est utilisée en service de manœuvre, et la locomotive diesel B’B’ 251 901 d’origine de Bade-Wurtemberg en service de ligne.
En 1937 l'autorail T1 à quatre essieux est mis en service qui est transféré en 1942 comme T2 à la ligne Greifswald - Jarmen en raison des coûts d'exploitation élevés. Trois petites locomotives diesel à deux essieux sont utilisées principalement en service de manœuvre à Altefähr et Bergen. Un autre autorail articulé n'est pas utilisé au-delà des essais.
Depuis l'ouverture des lignes jusqu'à 1911, les RüKB n'utilisent que des voitures (dont dix de troisième classe et quatre de seconde classe) et un fourgons à deux essieux avec des superstructure en bois pour le trafic voyageurs. Il y avait deux voitures mixtes dont une partie d'une voiture sert comme fourgon ordinaire, l'autre comme fourgon postal. Tous sont construites à Görlitz.  Après 1911, ces voitures sont utilisées presque exclusivement sur la ligne entre Bergen et Altenkirchen, tandis que les nouvelles voitures à quatre essieux circulent sur la ligne Altefähr - Göhren. Entre 1911 et 1915 dix voitures voyageurs (construites par HAWA) et deux voitures mixtes fourgon-poste (par Beuchelt) sont acquises, suivi par sept voitures à deux essieux de Beuchelt et six voitures a quatre essieux de l'usine de Wismar. Ce ne fut qu'après 1949 que des voitures de provenance de Saxe et du réseau de Bourg-lès-Magdebourg sont transférées à Rügen pour augmenter le parc. Aujourd’hui 19 voitures reconstruites assurent la plus grande partie du trafic voyageurs. Quelques voitures plus anciennes sont utilisées pour les trains spéciaux.
Entre 1895 et 1918, les RüKB procurent 123 wagons-tombereaux (dont quelques-uns avec postes pour les garde-freins) et 14 wagons couverts à deux essieux des usines de Görlitz et Beuchelt. En 1911 six wagons-tombereaux sont achetés en Saxe. Après 1950 quelques wagons couverts à quatre essieux de provenance de Saxe et quatre tombereaux à trois essieux du réseau de Bourg-lès-Magdebourg sont déplacés sur le réseau de l'île. Comme le trafic marchandises est supprimé au fin des années 1960, il ne reste qu'un petit nombre de wagons qui sont utilisés pour le transport de bicyclettes et le trafic intérieur.
Les lignes de Rügen n'utilisent jamais des wagons-transporteurs pour mouvoir des wagons de voie normale sur ses voies. Les marchandises sont toujours transbordées aussi longtemps que le trafic de fret existe.